# Elisabeth Goebel
Elisabeth Hedwig Goebel (* 9. Mai 1920 in Jena; † 5. April 2005 in Hamburg) war eine deutsche Schauspielerin.

## Biografie
Nach ihrem Schulabschluss besuchte Elisabeth Goebel von 1940 bis 1942 die Theaterschule des Deutschen Theaters in Berlin, wo sie u. a. von Oskar von Schab Schauspielunterricht erhielt. 1942 gab sie an den Städtischen Bühnen Bochum als „Klärchen“ in Goethes Egmont ihr Bühnendebüt. Bis 1944 blieb sie in Bochum, von 1945 bis 1946 gehörte sie der Theatertruppe von Helge Pawlinin (Goyescas) an. Danach erhielt sie ein festes Engagement an den Münchner Kammerspielen, und Bert Brecht holte sie für einige Jahre an sein Berliner Ensemble.
Namhafte Regisseure und Intendanten bestimmten auch ihre weitere Bühnenlaufbahn: Unter Gustaf Gründgens spielte sie am Deutschen Schauspielhaus Hamburg und am Thalia Theater unter Boy Gobert. Daneben gab sie u. a. Gastspiele in Dortmund, Stuttgart und bei den Ruhrfestspielen in Recklinghausen. Ihr Rollenrepertoire reichte von schrulligen Frauenfiguren bis zu tragischen Heldinnen, so etwa als „Frau John“ in Gerhart Hauptmanns Die Ratten in Dortmund und als „Kassandra“ in Die Troerinnen des Euripides am Staatstheater Stuttgart.
Ab 1950 übernahm sie zudem Rollen in Film- und Fernsehproduktionen. Sie spielte in Kinoproduktionen wie Geliebter Lügner (mit Hans Söhnker und Elfie Mayerhofer), in Wolfgang Staudtes Drama Kirmes (mit Götz George), in der Erich-Kästner-Verfilmung Die verschwundene Miniatur (unter der Regie von Carl-Heinz Schroth) und in Komödien wie Otto – Der Außerfriesische (von und mit Otto Waalkes) und Loriots Pappa ante portas, aber auch in Fernsehfilmen wie Grenzenloses Himmelblau (mit Inge Meysel), Eine Sünde zuviel (nach Heinz G. Konsalik; mit Heiner Lauterbach und Gudrun Landgrebe), dem britischen Mehrteiler Smileys Leute (nach John le Carré; mit Alec Guinness) sowie in Fernsehserien und -reihen wie Tatort und Das Traumschiff.
Als Synchronsprecherin  lieh Goebel ihre Stimme u. a. Silvia Montfort (in Der Doppeladler). Darüber hinaus war sie Mitglied des Prüfungsausschusses der Genossenschaft Deutscher Bühnenangehöriger (GDBA).

## Filmografie (Auswahl)
- 1950: Geliebter Lügner
- 1950: Der fallende Stern
- 1950: Der Theodor im Fußballtor
- 1952: Der Tag vor der Hochzeit
- 1954: Die verschwundene Miniatur
- 1956: Die Heinzelmännchen
- 1958: Der kaukasische Kreidekreis
- 1960: Kirmes
- 1967: Polizeifunk ruft – Gefährlicher Spaziergang
- 1969: Reise nach Tilsit
- 1980: Grenzfälle
- 1981: Ein Fall für zwei: Der Erbe
- 1982: Smileys Leute (Smiley's People)
- 1983: Die Falle
- 1983: Ein Mann meiner Größe (Un Homme à ma taille)
- 1983: Das Traumschiff: Karibik
- 1985: Grenzenloses Himmelblau
- 1986: Die Klette
- 1989: Otto – Der Außerfriesische
- 1991: Pappa ante portas
- 1992: Meermanns Baumhaus
- 1995: Großstadtrevier - Heidehonig
- 1998: Eine Sünde zuviel
- 1998: Tatort: Schüsse auf der Autobahn
- 1999: Großstadtrevier: Zeugen

## Theater
- 1957: Bertolt Brecht: Furcht und Elend des Dritten Reiches – Regie: Lothar Bellag/Käthe Rülicke/Konrad Swinarski/Carl M. Weber/Peter Palitzsch (Berliner Ensemble)